# 学校法人加藤学園 (大阪府)
学校法人加藤学園（がっこうほうじんかとうがくえん）は、大阪府大阪市にある学校法人。

## 運営学校
- 大阪歯科衛生士専門学校